# 이에섬

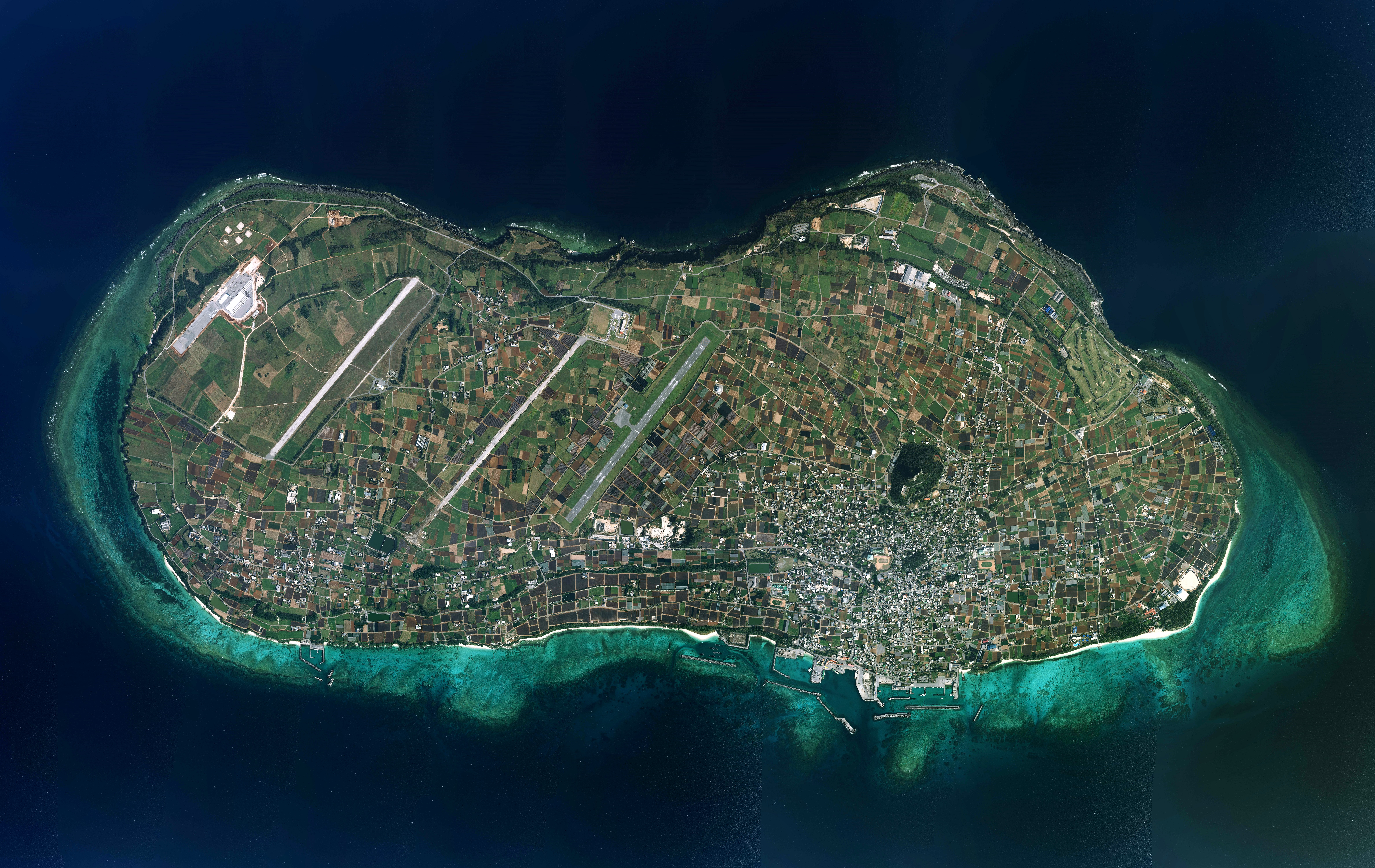

이에섬(일본어:  伊江島 이에지마[*])은 일본 류큐열도에 속하는 섬이다. 이 섬은 오키나와섬의 서쪽에 위치하고 있다. 면적은 22.73 km2이다. 이 섬은 온난 다습하기 때문에 코코넛, 야자, 사탕수수, 국화, 커피, 카카오 등이 생산된다. 기후는 온난 습윤 기후 중에서 온난한 편이며 겨울에도 10도 아래로 내려가는 일이 없다.

## 같이 보기
- 이에지마 공항